# Avry-devant-Pont

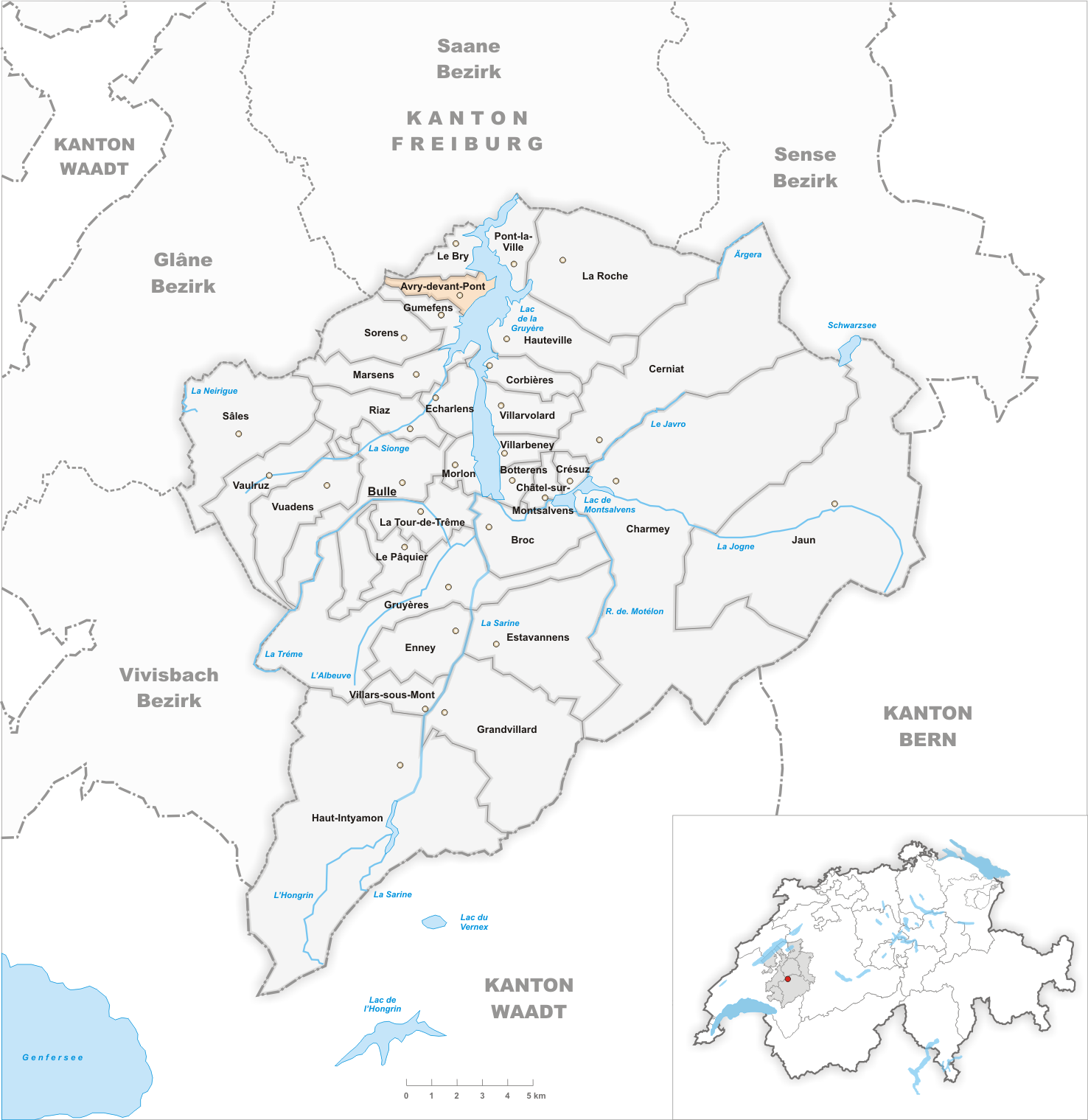
Gemeindestand vor der Fusion am 1. Januar 2003

Avry-devant-Pont (Freiburger Patois Avri-devan-Ponⓘ) ist eine Ortschaft und früher selbständige politische Gemeinde im Greyerzbezirk des Kantons Freiburg in der Schweiz. Am 1. Januar 2003 fusionierte Avry-devant-Pont zusammen mit Le Bry und Gumefens zur neuen Gemeinde Pont-en-Ogoz und wurde Sitz der Gemeindeverwaltung. Der frühere deutsche Name Afry vor Pont wird heute nicht mehr verwendet.

## Geographie
Avry-devant-Pont liegt auf 789 m ü. M., acht Kilometer nordnordöstlich des Bezirkshauptortes Bulle (Luftlinie), in der Region Ogoz. Das Dorf erstreckt sich in einer Geländemulde südlich des Waldkamms Russille am Ostabhang des Gibloux, an aussichtsreicher Lage rund 100 m über dem Seespiegel des Stausees Lac de la Gruyère im Freiburger Alpenvorland. Die ehemalige Gemeindefläche betrug rund 4,3 km² (inklusive Seeanteil). Das Gebiet reichte vom Seeufer mit der Halbinsel Vieux Châtel westwärts über den nach Osten auslaufenden Grat des Gibloux bis auf den Kamm nördlich des Gipfels (bis 1165 m ü. M.).

## Bevölkerung
Mit 471 Einwohnern (2002) zählte Avry-devant-Pont vor der Fusion zu den kleinen Gemeinden des Kantons Freiburg. Vor allem seit den 1970er-Jahren verzeichnete das Dorf eine starke Bevölkerungszunahme. Zu Avry-devant-Pont gehört auch die Siedlung La Cantine (737 m ü. M.) auf der Halbinsel oberhalb des Lac de la Gruyère.
Einwohnerzahlen: Volkszählungsdaten

## Wirtschaft
Avry-devant-Pont war lange Zeit ein vorwiegend durch die Landwirtschaft geprägtes Dorf. Im 19. Jahrhundert stellten vor allem die Strohflechterei und die Herstellung von Strohhüten eine bedeutende Einkommensquelle für die Bewohner dar. Die Viehzucht und die Milchwirtschaft haben noch heute einen gewissen Stellenwert in der Erwerbsstruktur der Bevölkerung. Daneben gibt es weitere Arbeitsplätze im lokalen Kleingewerbe und im Dienstleistungssektor. Südlich des Dorfes befindet sich die stark frequentierte Autobahnraststätte La Gruyère, zu der auch ein Hotel gehört. In den letzten Jahrzehnten hat sich Avry-devant-Pont zu einer Wohngemeinde entwickelt. Zahlreiche Erwerbstätige sind deshalb Wegpendler, die vor allem in den Regionen Freiburg und Bulle arbeiten.

## Verkehr
Die Gemeinde ist verkehrstechnisch gut erschlossen. Sie liegt etwas oberhalb der Hauptstrasse von Freiburg nach Bulle. Das Gebiet wird von der Autobahn A12 durchquert, die seit 1981 von Bern bis Vevey durchgehend geöffnet ist. Der nächste Anschluss befindet sich rund 6 km vom Ortskern entfernt. Durch die Buslinie der Transports publics fribourgeois, die von Freiburg via Rossens nach Bulle verkehrt, ist Avry-devant-Pont an das Netz des öffentlichen Verkehrs angebunden.

## Geschichte

Historisches Luftbild von Werner Friedli von 1964

Auf dem Gebiet von Avry-devant-Pont wurden Überreste eines römischen Gutshofs entdeckt. Die erste urkundliche Erwähnung des Ortes erfolgte 1177 unter dem Namen Abril. Ebenfalls aus dem 12. Jahrhundert stammen die Bezeichnungen Aprilis und Avry, später erschienen die Schreibweisen Avrie (1202), April, Avril (1228), Aprili (1286), Avriez (1425) und Aury (1668). Der Ortsname ist wahrscheinlich vom gallorömischen Geschlechtsnamen Aprius abgeleitet.
Kirchlich gehörte die Pfarrei Avry-devant-Pont seit ihrer ersten Nennung den Chorherren des Grossen Sankt Bernhard; 1603 wurde sie dem Kapitel von Sankt Nikolaus in Freiburg unterstellt. Seit dem Mittelalter war das Dorf Teil der Herrschaft Pont, kam 1450 teilweise, 1482 ganz an Freiburg und wurde der Vogtei Pont zugeteilt. Nach dem Zusammenbruch des Ancien Régime (1798) gehörte Avry-devant-Pont zunächst zum Bezirk Bulle und ab 1848 zum Bezirk Greyerz.
Im Jahr 2002 votierten die Stimmberechtigten von Avry-devant-Pont mit einer Ja-Mehrheit von rund 88 % für die Fusion der Gemeinden Avry-devant-Pont, Le Bry und Gumefens. Mit Wirkung auf den 1. Januar 2003 entstand deshalb die neue Gemeinde Pont-en-Ogoz.

## Sehenswürdigkeiten
Die Pfarrkirche Saint-Martin wurde 1833 neu erbaut.